# Oxford (Wisconsin)
Oxford è un villaggio degli Stati Uniti d'America, situato in Wisconsin, nella contea di Marquette.